# Arenaccia
L'Arenaccia è una zona della Terza Municipalità e Quarta Municipalità di Napoli. Trae il nome da via Arenaccia, strada che divide i quartieri Vicarìa, San Lorenzo e San Carlo all'Arena su cui si estende la zona. A sua volta la via trae il nome dalle arene che ospitava in tempi remoti, quando a causa di forti piogge si trasformava in un torrente fangoso.
I confini est-ovest dell'Arenaccia sono rappresentati pressappoco da Piazza Carlo III e Corso Malta, mentre i confini nord-ovest sono rappresentati dall'inizio e dalla fine di via Arenaccia.
L'Arenaccia insieme al Vasto venne realizzata con i lavori del risanamento, per espandere la città verso Poggioreale. Un decreto regio del 25 luglio 1885 approvava infatti l'ampliamento in dieci rioni dell'abitato di Napoli (Arenaccia, Sant'Eframo Vecchio, Ottocalli, Ponti Rossi, Miradois, Materdei, Vomero-Arenella, Belvedere, prolungamento Rione Amedeo) e due rioni suburbani.
Fra gli edifici notabili della zona vi sono il Real Albergo dei Poveri, fatto costruire da Carlo III di Borbone re di Napoli (a cui è intitolata l'omonima piazza), e il Liceo classico Giuseppe Garibaldi.